# Aeroportul Enua
Aeroportul Enua (IATA: AIU, ICAO: NCAT) este un aeroport din Atiu⁠(d), Insulele Cook.
Situat la o altitudine de 15 m, aeroportul dispune de o singură pistă.